# نب نترو تنري
نب نترو تنري (أو نب نترو ثنري) كان كاهن آمون الأكبر في عهد الملك سيتي الأول.

## العائلة
زوجة نب نترو، مريت رع، كانت "رئيسة حريم آمون". نب نترو ومريت رع معروفان من الآثار الخاصة بابنهما، الوزير باسر. تم ذكرهما في TT106، مقبرة باسر، "حاكم المدينة" والوزير، وكذلك على التماثيل التي تخصه.
ذُكر ابن آخر لنب نترو تنري ومريت رع في مقبرة باسر. حيث تم تصوير رجل يُدعى تيتي (عا)، "الوكيل في معبد ماعت". وذُكر أيضاً أقارب نب نترو من جهة زوجته. مريت رع كانت ابنة آنيي ووالدتها السيدة نويا.
على تمثال با سر المعثور عليه في منف، يُقال إن مريت رع كانت من منف (حوت كا بتاح). وقد تم ذكر نب نترو أيضًا على التمثال، وكُتبت ألقابه كالتالي: "الكاهن الأعظم لآمون في إيونو الجنوبي" (أي الأقصر) و"الكاهن سم في معبد بتاح".
النص المختوم على طوب اللبن، الذي يوجد الآن في المتحف الأثري الوطني بفلورنسا (الرقم التسلسلي: 2641) يقول:

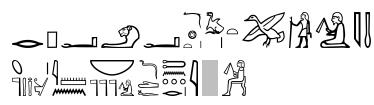
إري پعت حاتي عا إن نيوت باسر ماع خرو سا حم نتر تپي إن إمن نب نترو چددف تنري - الأمير الوراثي ومحافظ العاصمة باسر صادق الصوت ابن الخادم المقدس الأول لآمون نب نترو المسمى تنري